# Ian Wilmut
Sir Ian Wilmut, OBE (* 7. Juli 1944 in Hampton Lucey, Warwickshire; † 10. September 2023) war ein britischer Embryologe und Leiter des Forschungsteams für medizinische Zellbiologie an der Universität von Edinburgh. Er galt zeitweise als geistiger „Vater“ von Klonschaf Dolly.

## Leben
Ian Wilmut leitete die Forschungsgruppe, die das am 5. Juli 1996 geborene Schaf Dolly mit dem Kern einer reifen Zelle geklont hatte (siehe aber unten „Klon-Skandal“). Damit war es erstmals gelungen, durch Zellkerntransfer Säugetiere zu klonen. Vorher wurde dies bei Amphibien erfolgreich durchgeführt (Thomas J. King und Robert W. Briggs, 1952).
Nach diesem Erfolg erhielt er in den Jahren 1998, 1999 und 2002 dreimal die Qualifikation „Doctor of Science“ (DSc). 1999 wurde Wilmut durch Königin Elisabeth II. als Officer of the Order of the British Empire (OBE) ausgezeichnet und 2008 als Knight Bachelor mit dem Titel „Sir“ in den persönlichen Adelsstand erhoben. Zusätzlich erhielt er mehr als zehn verschiedene Auszeichnungen für seine Forschungsleistungen, unter anderem auch im Jahr 2002 den Ernst-Schering-Preis. 2005 wurde ihm der Paul-Ehrlich-und-Ludwig-Darmstaedter-Preis verliehen, 2008 der Shaw Prize (mit Campbell und Shin’ya Yamanaka).
Im April 2004 reichte Wilmut bei der zuständigen Behörde, der Human Fertilisation and Embryology Authority (HEFA), einen Antrag für das Klonen menschlicher Embryonen ein. Sein Ziel war es, menschliche Embryonen zum Zweck der Stammzellenforschung zu klonen. Dies führte zu starken Protesten der Gegner menschlichen Klonens. Wilmut begründete seinen Antrag damit, er wolle Therapien gegen tödliche Nervenleiden entwickeln, wodurch das Klonen aus medizinischer Sicht gerechtfertigt sei. Am 8. Februar 2005 wurde ihm von der HFEA die Lizenz zum Klonen menschlicher Embryonen erteilt. 2000 wurde er in die Royal Society of Edinburgh, 2004 in die National Academy of Sciences, im Jahr 2005 zum Mitglied der Leopoldina gewählt. 2003 wurde er Mitglied der European Molecular Biology Organization (EMBO).
Wilmut starb am 10. September 2023 im Alter von 79 Jahren.

## Klon-Skandal
Ian Wilmut soll vor einem Untersuchungsausschuss in Edinburgh zugegeben haben, dass er nicht der „Vater“ des weltberühmten Klon-Schafes sei. Diese Ehre gebühre seinem Kollegen Keith Campbell. Der Zellbiologe und Embryologe war damals Mitarbeiter in dem Klon-Projekt. Er hätte somit eigentlich auch als Erstautor genannt werden müssen. Doch dieses Privileg hatte sich Wilmut offenbar gesichert – und erntete so auch den Ruhm, die finanziellen Ressourcen und Preise.